# CCDC190
CCDC190 (англ. Coiled-coil domain containing 190) – білок, який кодується однойменним геном, розташованим у людей на 1-й хромосомі. Довжина поліпептидного ланцюга білка становить 302 амінокислот, а молекулярна маса — 34 103.
| 10         |  | 20         |  | 30         |  | 40         |  | 50         |
| ---------- |  | ---------- |  | ---------- |  | ---------- |  | ---------- |
| MERHMVRGQL |  | YKHFDLERKN |  | AKQAEARLDQ |  | RLQRLKVICL |  | YHVKLLTWEQ |
| RQLQKELQRL |  | QQAETMKKKF |  | SSYLGNGFQK |  | RPEDVLVFSP |  | QGRQKHRAPQ |
| AKKMRALATR |  | MAQDTCKSKS |  | QVPPSHDAGL |  | KDPMKSKKQP |  | LSQNNRTACF |
| IKEQPQAQEK |  | DSVNPSKDVD |  | PSKGISVPCQ |  | NQEVSTNTIE |  | QGPSSSPASD |
| SGMACADETR |  | SKDVALKPDG |  | NTGKQIPPKH |  | MECAGSFEGE |  | FTKPTFLELL |
| SKARNAHYLR |  | HRVPPESERL |  | LSIGEIFGHG |  | ESSSSRAGKE |  | CENRVPSKFL |
| PL         |  |            |  |            |  |            |  |            |

A: Аланін

C: Цистеїн

D: Аспарагінова кислота

E: Глутамінова кислота

F: Фенілаланін

G: Гліцин

H: Гістидин

I: Ізолейцин

K: Лізин

L: Лейцин

M: Метіонін

N: Аспарагін

P: Пролін

Q: Глутамін

R: Аргінін

S: Серин

T: Треонін

V: Валін

W: Триптофан

Задіяний у такому біологічному процесі, як альтернативний сплайсинг. 